# Tom Clancy's Splinter Cell: Conviction
Tom Clancy's Splinter Cell: Conviction — відеогра у жанрі стелс-екшн, п'ята частина серії ігор «Splinter Cell». «Splinter Cell: Conviction» була розроблена Ubisoft Montreal і видана компанією Ubisoft в США і Європі у квітні 2010 року.  Головного героя Сема Фішера озвучив актор Майкл Айронсайд.

## Сюжет
Події гри відбуваються в 2011-у після подій в Splinter Cell: Double Agent. Колишній офіцер Морських Котиків Віктор Кості, друг і колишній товариш по службі Сема Фішера, був взятий в полон і група невідомих людей проводить допит, а він при цьому згадує і розповідає основну історію сюжету.
Після зникнення Сема Фішера, його колега з Третього Ешелону, Ганна «Грім» Грімсдоттір визначає його місцезнаходження в місті Валетта, столиці Мальти. Вона попереджає Сема, що найманці-вбивці спробують ліквідувати його. Сем розбирається з ними, допитує їх ватажка і дізнається, що якийсь наркоторговець на ім'я Андрій Кобін несе відповідальність за смерть Сари, його дочки. Кобін перебуває у своєму особняку-музеї, куди Сем безшумно проникає, нейтралізує охоронців і допитує Кобіна. Кобін, повідомляє йому що смерть його дочки «всього лише маленька частина великої гри», потім оперативники Третього Ешелону штурмують особняк і захоплюють Сема.
Сема транспортують у військову авіабазу Прайс в Віргінії, де Грім повідомляє йому, що вона працює під прикриттям проти Третього Ешелону за наказом Президента Колдуелл. Вона просить Фішера допомогти в розслідуванні справи приватної охоронної компанії «Чорна Стріла», в обмін запропонувавши йому свою участь у розслідуванні вбивства його дочки. Крім того, вона говорить, що його дочка жива. Грім інсценує насильницьку втечу Сема, забезпечивши його зброєю і транспортом.
Сем знаходить колишнього товариша по службі Віктора, який врятував Сема (граючи за Віктора гравець рятує Сема з полону) за часів операції Буря в пустелі, і просить сприяти в розслідуванні. Вони зустрічаються у Вашингтоні, Сем отримує необхідне спорядження і дізнається про те, що White Box Technologies, дослідницька компанія, що працює у напрямку електромагнітних імпульсних (ЕМІ) технологій найняла «Чорну Стрілу» для охорони, що здається дуже дивним, оскільки «Чорна Стріла» не займається корпоративною охороною.
Сем прямує до White Box Technologies, де стає свідком як Директор Третього Ешелону — Том Рід і оперативники «Чорної Стріли» вбивають кількох вчених. Сем рятує одного з вчених і дізнається, що «Чорну Стрілу» для охорони найняв якийсь Люціус Гельярд, та якийсь Робертсон володіє експериментальними даними з дослідження контрзаходів ЕМІ. Фішер проникає в кабінет Робертсона і створює можливість для Грім завантажити необхідну інформацію для аналізу. Після цього він ініціює EMB, щоб знищити сліди інформаційного проникнення та зберігає прикриття Грім.
Сем отримує наказ від Президента Колдуелл знайти і записати розмову між Рідом і Гельярдом поруч з Меморіалом Лінкольна. Пізніше Сем намагається допитати Гельярда, але його вбиває невідомий озброєний чоловік. Сем женеться за стрільцем, але убивця гине від вибуху бомби, закладеної в його ж автомобілі. Після цього оперативники Третього Ешелону намагаються вбити Сема, але він виживає, і Секретна Служба його евакуює.
Головний герой проникає в штаб-квартиру Третього Ешелону, щоб витягти дані з комп'ютера Ріда, але він випадково натрапляє на Андрія Кобіна. Під час допиту Сем дізнається, що Рід працює на секретну організацію «Мегіддо», яка планує незаконно завести технологію ЕМІ в США для використання у ліквідації президента Патриції Колдуелл, аби призначити на її місце корумпованого віце-президента, який також «в частці» з організацією «Мегіддо» . У результаті передбачуваної ліквідації Ріду мають дістатися високий пост і медаль героя. Кобін пізніше говорить, що йому нічого не відомо про вбивство дочки Фішера — він всього лише дістав чуже тіло, для того щоб інсценувати її смерть, і що Грім відомо більше про історію зі смертю Сари.
Сем застає Грімсдоттір зі щойно отриманою інформацією і змушує її дати прослухати останній аудіозапис Ламберта, колишнього голову Третього Ешелону. У записі йдеться, що Ламберт інсценував автомобільну катастрофу зі смертю Сари, турбуючись про те, що в третьому ешелоні засів «кріт», який може використовувати Сару проти Фішера. Запис закінчується тим, що йому так і не вдалося засікти зрадника, і всі зусилля зведені нанівець.
Грім пізніше повідомляє розлюченому Сему, що один з трьох вибухів з використанням ЕМВ може відбутися на Мічиган Авеню, і що квартира Сари розташована в радіусі ураження. Його друг Віктор рятує Сару, в той час як Сем зупиняє вибух. Грім стежить за Рідом у Білому Домі, щоб перешкодити вбивству президента. Віктор евакуює Сема і він возз'єднується з дочкою. У цей час відбуваються два імпульси, які знищують половину структур в Вашингтоні, а вертоліт у якому летять Сем, Сара і Віктор, збиває протиповітряна ракета і вони виконують аварійну посадку.
Після вимушеної посадки Сем проникає в Білий Дім, по дорозі борючись з оперативниками Третього Ешелону і «Чорної Стріли». Сем об'єднується з Грім і вона навмисно ранить його в плече, щоб Сем в ролі заручника зміг підібратися до Ріда ближче.
В Овальному Кабінеті, коли Рід збирається стратити Сема і Президента, Сем обеззброює Ріда і разом з Грім вони вбивають охоронців Третього Ешелону. Сем допитує Ріда, у той час як армійські сили евакуюють Президента. Стає відомо, що Президент Колдуелл планувала ліквідувати Третій Ешелон і «зробити Америку вразливою для майбутніх атак», і, щоб запобігти цьому, Рід планував підставити Сема у вбивстві Президента, тим самим довівши всім, що «Третій Ешелон» необхідний, як ніколи. Сем усвідомлює, що Рід і був тим самим «кротом», якого Ламберт безуспішно шукав.
В залежності від вибору гравця, Сем або Грім вбиває Ріда. Якщо Ріда вбиває Грім, вона просить Сема повернутися в Третій Ешелон і запевняє його, що він єдина людина, якій вона може довіряти, але Сем прощається і йде геть.
Допит Віктора цим і закінчується (стає відомо, що люди, які допитують його, є співробітники «Чорної Стріли»), і він розповідає, що Сем якось сказав йому, що він хоче провести час, який йому залишився, зі своєю сім'єю і що любить його «як брата, а брат - це сім'я ». Через кілька секунд після того, як він вимовляє ці слова, відбувається вибух, і база піднімає тривогу, натякаючи на те, що будівлю штурмує Сем Фішер. 
В кінці кооперативу в літаку, Том Рід зв'язується з Арчером, і дає наказ вбити Кестрел. Кестрел дізнається про це, і йде до Арчера. Кестрел вбиває Арчера, або навпаки. Той, хто залишається живим, потім буде убитий Андрієм Кобіним.

## Місії
- Вуличний ринок, Валетта, Мальта
- Особняк Андрія Кобіна, Валетта, Мальта
- Аеродром Прайс, Олд Таверн, штат Вірджинія
- Дорога смерті, Діванія, Ірак
- Монумент Вашингтона, Вашингтон, округ Колумбія
- Лабораторії «Білий ящик», Вашингтон, округ Колумбія
- Меморіал Лінкольна, Вашингтон, округ Колумбія
- Штаб-квартира Третього ешелону, Вашингтон, округ Колумбія
- Резервуар на Мічиган-авеню, Вашингтон, округ Колумбія
- У місті, Вашингтон, округ Колумбія
- Білий Дім, Вашингтон, округ Колумбія

Co-op:
Петербург, лазня
- Підхідний канал
- Лазня
- Лігво зла
- Гараж

Посольство Росії 
Консульський відділ 
- Громадська будівля
- Дах

Комплекс «Яструб» 
- Бомбосховище
- Архів
- Сховище
- Арсенал

Аеропорт Моздок
- Склад
- Технічне приміщення
- Лабораторії
- Підйомник

Поза командного компанії: 
- Тартак
- Друкарський верстат
- Третій ешелон

## Геймплей
Mark and Execute — дозволяє спочатку відзначити всіх, хто перебуває в полі зору противників, а потім убити їх. Число одночасно виставляються відміток залежить від зброї гравця (максимальна кількість має пістолет «five-seven», проте в кінці однієї з місій можна ставити шість міток незалежно від зброї). Після маркування над метою з'являється червона або біла точка, в залежності від того, чи можливо вбити мета. Якщо маркер червоний, то можливість вбити мета є, якщо білий — ні. Однак після показу цієї функції, багато хто почав говорити що гра стане занадто легкою, на що незабаром продюсер гри, Олександр Парізо відповів наступним заявою: 
 «Гравцям не варто турбуватися. Ця нова функція допоможе зробити вам перші кроки при штурмі кімнати, в якій знаходиться дуже багато ворогів. Зрозуміло, у Сема Фішера залишаться всі старі прийоми і гаджети, які полюбилися шанувальникам попередніх ігор серії » 
Desaturate Color — поки гравець знаходиться в тіні, графіка стає менш насиченою — лише вороги і інтерактивні об'єкти залишаються пофарбованими. Межі екрану темніють для більшого ефекту. А коли гравець виходить з тіні, все стає кольоровим.
Projected Mission Objectives — Замість звичного OPSAT в попередніх частинах, тепер завдання, замітки, емоційний стан героя і т. д. проектується на стінах рівня, автоматично або при натисканні відповідної кнопки. Більш того, при проведенні допитів, можна побачити картинки або короткі відеоролики, також проектуються на стінах за типом прожектора.
Cover Fire — Головний герой активно використовує укриття, при веденні вогню або при розвідці, при ініціації функції «Mark and Execute». Схожа система ведення вогню з укриттів використана в іграх Tom Clancy's Rainbow Six: Vegas, Gears of War та інших

## Типи видання
Перше спеціальне колекційне видання (Prestige Edition) Splinter Cell Conviction містить: 
- Код для ексклюзивного ігрового контенту
- 32 сторінковий комікс з'єднує історії Double Agent і Conviction
- DVD з відео про те, як створювалася гра
- Код для скачування Splinter Cell: Chaos Theory з «Xbox LIVE Arcade»
- Фігурка Сема Фішера

Друге колекційне видання містить: 
- Диск з грою в стілбуке
- Книжку з артами
- Комікс
- Бонус-коди

## Розробка та підтримка гри
- 21 Вересня 2006

У мережу просочилися ілюстрації ігри від невідомого співробітника компанії. Стає ясно, що розробка розпочато.
- 23 Травня — 25 липня 2007

Ubisoft випустила перший трейлер гри. У ньому був зображений більш пошарпаний Сем, з бородою та довгим волоссям. У ролику було показано взаємодію гравця з предметами навколишнього середовища, наприклад, столи і стільці були використані для оглушення ворогів. Події відбувалися в Вашингтоні, округ Колумбія, так само в ролику були помічені Капітолій, Меморіал Лінкольна, Меморіал Корейської Війни і Монумент Вашингтона. Після опублікованого фінансового звіту Ubisoft, компанія перенесла вихід гри.
- 20 Травня 2008

У журналі Xbox World 360 з'явилася непідтверджена замітка, що Splinter Cell: Conviction вийде не раніше кінця 2009 — початку 2010 року. Однак незабаром кореспонденти сайту Eurogamer звернулися до прес-служби Ubisoft і отримали спростування цього слуху. Ubisoft назвала статтю в Xbox World 360«безпідставним вигадкою ».
- 15 Травня — 2 червня 2009 року

15 травня на сайтіGameTrailers.com був викладено перший тизер  [Архівовано 19 травня 2009 у Wayback Machine.]. Пізніше, 29 травня, вдень був викладений другий тизер  [Архівовано 4 червня 2009 у Wayback Machine.], а ввечері на сайті з'явився третій, заключний тизер gametrailers.com/video/teaser-3-splinter-cell/49921 [Архівовано 29 грудня 2007 у Wayback Machine.]. Пізніше було сказано, що вся інформація про гру буде на E3 2009. На E3, 2 червня розробники з Ubisoft продемонстрували ігровий процес Splinter Cell: Conviction . За відео видно, методи боротьби Фішера стали більш жорсткими і різкими, модель Сема була перероблена, тепер у нього коротке волосся й невелика щетина, раніше ж було довге волосся і борода. 
- 22 Червня 2009

Ubisoft заявила, щоSplinter Cell: Conviction буде ексклюзивним проектом для платформи Xbox 360, і у компанії немає планів по випуску гри на інші платформи: 
 Splinter Cell: Conviction- це справжній ексклюзив для платформ Microsoft, і у нас немає ніяких планів по портуванню цієї гри на інші платформи. Такий вибір обумовлений відразу декількома причинами. По-перше, ігри серіїSplinter Cell «історично» пов'язані з платформами Microsoft. Сама перша частина була однією з тих ігор, які практично повністю витиснули всі технічні можливості Xbox. У той момент Microsoft вірила в потенціал серіїSplinter Cell і зробила потужну підтримку для розкрутки гри. Друга ж причина безпосередньо пов'язана зі створеннямConviction. Розробка тільки для однієї платформи означає, що ми зможемо гарненько оптимізувати гру. "
- Пул 14 січня 2010

Ubisoft в черговий раз перенесла дату виходу гри, тепер на квітень 2010 року. 
. Але при тому версія для PC також буде, і зараз ви можете зробити попереднє замовлення. 
Гра стане доступна для PC 28 квітня 2010 із захистом нового покоління DRM (Assasins Creed 2/Silent Hunter 5/Settlers 7). Тим часом Xbox 360-версія лежить на всіх трекерах світу. 
- 30 Квітня 2010

Офіційний старт продажів на території Росії та СНД ПК версії гри

## Нагороди
| Агрегатор    | Оцінка |
| ------------ | ------ |
| GameRankings | 87,18% |
| Metacritic   | 85/100 |

| Видання      | Оцінка          |
| ------------ | --------------- |
| Eurogamer    | 7/10 зірок      |
| GamePro      | 5/5 зірок       |
| GameSpot     | (ПК) · Xbox 360 |
| GamesRadar+  | 8/10 зірок      |
| GameTrailers | 8.9/10 зірок    |
| IGN          | 9.3/10 зірок    |
| Pocket Gamer | 8.5/10 зірок    |

| +                | Оглядач                                                                        | Назва нагороди                                                                      | Пояснення |
| 1UP              | «Best of E3 360 Game» «Best of E3 2009» (Nominee)                              | «Найкраща гра для Xbox 360 на Е3» «Найкраща гра на E3 2009» (Номінована)            |           |
| 3D Juegos        | «Best E3 Game»                                                                 | «Найкраща гра на E3»                                                                |           |
| Crispy Gamer     | «Top Ten of E3 Best Xbox 360 Game»                                             | «Топ десятки найкращих ігор для Xbox 360 на E3»                                     |           |
| GameSpy          | «Xbox 360 Game of Show»                                                        | «Гра шоу Xbox 360»                                                                  |           |
| GameSpot         | «Best Action-Adventure Game» «Best Xbox 360 Game» «E309 Editors'Choice Winner» | «Найкраща Екшен-Пригодницька гра» «Найкраща гра для Xbox 360» «E309 Вибір редакції» |           |
| Gamepro          | «E3 Silver Medal»                                                              | «E3 Срібна медаль»                                                                  |           |
| GameFocus        | «Best X360 Game»                                                               | «Найкраща гра для Xbox 360»                                                         |           |
| GamingExcellence | «Best of E3 2009» (Nominee)                                                    | «Найкраща гра на E3 2009» (Номінована)                                              |           |
| IGN              | «BEST OF E3» «PC Best Action Game»                                             | «Найкраща гра на E3» «Найкраща Екшен гра для PC»                                    |           |
| Joystiq          | «Best of E3 2009»                                                              | «Найкраща гра на E3 2009»                                                           |           |
| Jeuxvideo.com    | «Best Infiltration Game»                                                       | «Найкраща проникаюча гра»                                                           |           |
| Kotaku           | «Best Action / Adventure Game» «Best of Show» «Best Console / PC Game»         | «Найкраща Екшен-Пригодницька гра» «Найкраще шоу» «Найкраща консольна / PC гра»      | +         |

## Цікаві факти
- Splinter Cell: Conviction — перша гра з серії Splinter Cell, яка не розробляється для консолі з сімейства PlayStation [11]
- Реліз гри неодноразово переносився, в інтернеті став ходити слух, що гру роблять з нуля, оскільки вона дуже схожа на інший продукт Ubisoft Montreal, Assassin's Creed, оскільки в ній теж використані ті ж технології — великі групи NPC і т. н. геймплей-пісочниця.[12]
- При близькому контакті з супротивниками, Сем Фішер використовує ізраїльську систему рукопашного бою «Крав мага».